# Calanus sinicus
Calanus sinicus är en kräftdjursart som beskrevs av Brodsky 1962. Calanus sinicus ingår i släktet Calanus och familjen Calanidae. Inga underarter finns listade i Catalogue of Life.